# Егай, Николай
Николай Егай, другой вариант — Николай Ден-Мунович Егай (14 октября 1926 года, деревня Михайловка, Михайловский район, Приморский край — 1987 год, Джамбул, Казахская ССР) — звеньевой колхоза имени Будённого Нижне-Чирчикского района Ташкентской области, Узбекская ССР. Герой Социалистического Труда (1953).

## Биография
Родился в 1926 году в крестьянской семье в деревне Михайловка (сегодня — Приморский край).
В 1937 году вместе с родителями был депортирован в Среднюю Азию. Трудовую деятельность начал в 1942 году. Трудился рядовым колхозником, звеньевым в колхозе имени Будённого Нижне-Чирчикского района Ташкентской области. В годы Великой Отечественной войны был призван на трудовой фронт; работал на лесоповале в Коми АССР (1943—1946).
В 1946 году возвратился в Ташкентскую область, где продолжил трудиться звеньевым в колхозе имени Будённого Нижне-Чирчикского района. В 1949 году награждён Орденом Ленина за выдающиеся трудовые достижения.
В 1952 году звено Николая Егая собрало 74,6 центнеров зелёного стебля джута на участке площадью 12 гектаров. Указом Президиума Верховного Совета СССР от 21 декабря 1953 года удостоен звания Героя Социалистического Труда с вручением ордена Ленина и золотой медали «Серп и Молот».
В 1956 году окончил химико-механический техникум в городе Чирчик. Трудился мастером суперфосфатного завода в Джамбуле (1956—1957), механиком дорожного участка № 3 в Джамбуле (1957). В 1957 году переехал на Дальний Восток, где стал работать на лесозаводе в Хабаровской области (1957—1959). Потом работал в Сунженском районе Чечено-Ингушской АССР культмассовым работником в Доме культуры, прорабом хлебоприёмного пункта (1959—1963). В 1962 году вступил в КПСС.
В 1963 году переехал в Каракалпакскую АССР. Трудился начальником строительного участка стройтреста № 166 Ходжейлийского района, мастером строительного участка СМУ-21 Кунградского района (1963—1965). С 1965 года проживал в Донецкой области Украинской ССР, где работал бригадиром совхоза «Тепличный» Пролетарского района.
В 1965 году переехал в Казахскую ССР, где работал слесарем суперфосфатного завода в Джамбуле (1965—1967), рабочим в совхозах «Алатау» и «Дружба» Каскеленского района Алма-Атинской области (1967—1973).
В 1973 году трудился рабочим в бригаде овощеводов в совхозе имени Гнаровской Вольнянского района Запорожской области. Потом снова возвратился в Джамбул, где работал аппаратчиком, мастером цеха на суперфосфатном заводе (1973—1975), мастером цеха № 5 производственного объединения «Химпром» (1975—1978), слесарем-монтажником, старшим мастером в СМУ-4 треста «Казхимремстроймонтаж» (1978—1982), старшим мастером цеха № 4 производственного объединения «Химпром» (1982—1986).
Скончался в 1987 году в Джамбуле. Похоронен там же.
Награды
- Герой Социалистического Труда
- Орден Ленина — дважды (1949, 1953)